# 今裕

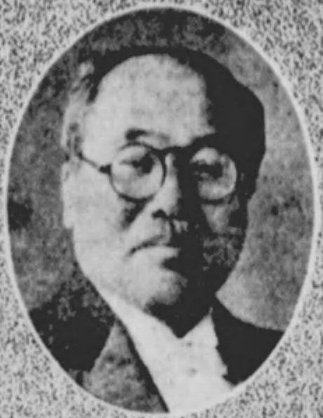
今裕

今 裕（こん ゆたか、1878年（明治11年）2月7日 - 1954年（昭和29年）2月5日）は、日本の医学者。医学博士。専門は病理学・細菌学。

## 来歴
青森県弘前出身。津軽藩侍医・今幹斎の五男。1896年（明治29年）青森県第一尋常中学校卒。1900年（明治33年）第二高等学校医学部卒。京都帝國大学医学部助手、台湾総督府医学校助教授、1909年（明治42年）東京慈恵会医学専門学校教授。東京歯科医学専門学校教授兼任。1918年（大正7年）北海道帝國大学農学部教授。1919年（大正8年）同医学部教授。1925年（大正14年）同医学部長。1937年（昭和12年）北海道帝國大学総長。1941年（昭和16年）北海道帝國大学停年退官。1941年任期満了したが、11月8日、学園新体制による全学推薦答申の方法により再び留任となり、総長に再選された。1945年（昭和20年）11月30日に総長を依願免本官となり退官。1946年（昭和21年）3月19日に名誉教授の称号を授けられた。1949年（昭和24年）学校法人札幌学院大学初代理事長・同理事・札幌文科期成会会長。1951年（昭和26年）6月4日、青森県立中央病院に初代院長として着任した。
1934年（昭和9年）学士院賞を授与された。「細胞の銀反応の研究」。
京都帝大時代は片山病（日本住血吸虫症）、台湾では各種感染症、北海道帝大ではアレルギーの研究に貢献した。

## エピソード
- 北海道に医学部が無い事を憂い、北大医学部創設に尽力した。1923年（大正12年）には北海道帝国大の大学生監も務める。総長時代には欧米に三度留学する[11]。
- 常連だった『竹家和食店』が王文彩を料理長とする中国料理店に路線変更する際、新しい店名『竹家』を提案した。

## 家族
- 父・今幹斎（敬一、1833-1892） ‐ 津軽藩医[12]
- 兄・今成男 ‐ 医師[1]
- 妻・長女 ‐ 司法官僚・鈴木宗言の長女。叔父に中村是公[13]。
- 娘婿・荒勝曄 ‐ 荒勝文策二男
- 甥・今和次郎 ‐ 成男の子
- 甥・今純三 ‐ 成男の子

## 主著
- 『病理組織写真図譜』1910年（南山堂書店）
- 『近世病理學總論』1910年（南山堂書店）
- 『近世病理解剖學』1913年（南山堂書店）
- 訳書『ヒポクラテス全集』1931年（岩波書店）
- 武田勝男との共著『内分泌腺の銀反應と組織化學』1938年（南山堂書店）